# 스티어링

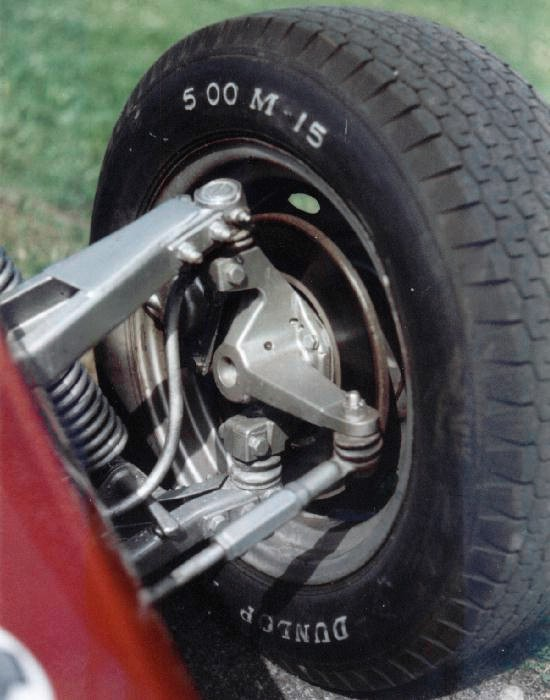

스티어링(steering)은 차량(자동차, 오토바이, 자전거)이 원하는 코스를 따라가게 하는 부품, 연결 장치 등의 시스템이다. 한 가지 예외는 분기기와 함께 결합된 선로가 스티어링 기능을 제공하는 철로교통이다. 스티어링 시스템의 주 목적은 운전자가 차량을 가이드하는 것이다.

## 개요
가장 편리한 스티어링 배치 방식은 운전자 앞에 위치한, 손으로 조작되는 운전대를 사용하여 앞쪽 바퀴를 회전시키는 것이다. 그 밖의 배치 방식은 각기 다른 유형의 차량에서 볼 수 있는데, 예를 들면 틸러(Tiller, 키의 손잡이)나 후륜 스티어링을 들 수 있다.

## 육지 차량 스티어링

### 기초 기하학

Ackermann steering
Bell-crank steering
Rack-and-pinion steering
Short rack-and-pinion steering

스티어링의 기본 목적은 바퀴들이 원하는 방향을 가리키도록 보증하는 것이다. 이것은 일반적으로 일련의 연결 장치, 로드(rod), 피벗(pivot), 기어에 의해 이루어진다.

## 같이 보기
- 파워스티어링
- 스티어링 휠